# Susanne Hoffmann (Biathletin)

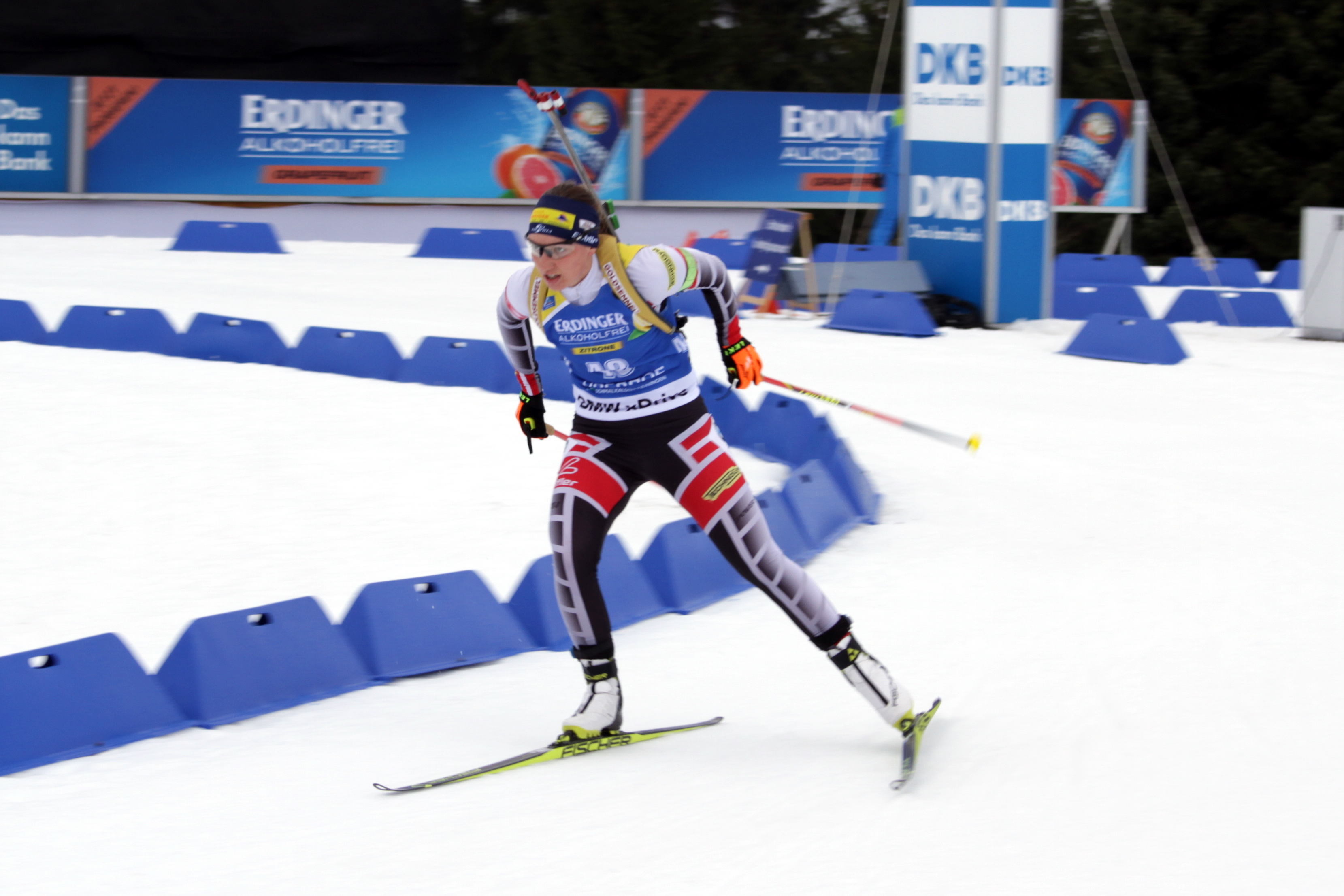
Hoffmann beim Weltcup in Oberhof im Januar 2018

Susanne Hoffmann (* 17. August 1994 in Zell am See) ist eine ehemalige österreichische Biathletin.

## Leben
Susanne Hoffmann startete für den HSV Saalfelden aus ihren Wohnort Saalfelden am Steinernen Meer und war während ihrer aktiven Karriere bei der Bundespolizei angestellt. Nach ihrem Rücktritt begann sie ein Lehramtsstudium.

## Karriere

### Anfänge (2011 bis 2015)
Ihren ersten großen Erfolg feierte Susanne Hoffmann, als sie bei den Österreichischen Meisterschaften im Biathlon 2011 in Obertilliach mit 17 Jahren Gold im Verfolgungswettkampf gewann. Sie gab ihr internationales Debüt im IBU-Cup 2013/14 im Dezember 2013 in Obertilliach, wo sie im Sprint als 39. sogleich erste Punkte gewann. Bei den Biathlon-Juniorenweltmeisterschaften 2014 in Presque Isle gewann sie mit Dunja Zdouc und Lisa Hauser Bronze in der Staffel und damit ihren ersten internationalen Titel.
Nachdem Hoffmann 2014 in den A-Kader aufgenommen worden war, startete sie im Winter 2014/15 durchgehend im zweitklassigen IBU-Cup. Sie nahm sowohl an den Europameisterschaften im estnischen Otepää als auch an den Juniorenweltmeisterschaften im belarussischen Minsk teil. Ein achter Platz im Einzelrennen – trotz fünf Strafminuten aufgrund nicht getroffener Scheiben – in Otepää und ein fünfter Platz im Staffelrennen in Minsk – gemeinsam mit Dunja Zdouc und Susanna Kurzthaler – waren ihre besten Platzierungen bei diesen Meisterschaften. Beim IBU-Cup im kanadischen Canmore erreichte sie in der Mixedstaffel gemeinsam mit Christina Rieder, Michael Reiter und Friedrich Pinter hinter der Mannschaft Frankreichs den zweiten Platz und damit ihre erste internationale Podiumsplatzierung.

### Debüt im Weltcup und Rücktritt (2015 bis 2019)
Nach zwei Top-10-Platzierungen im IBU-Cup 2015/16 im italienischen Ridnaun wurde Susanne Hoffmann für ihr erstes Weltcuprennen nominiert. Im Weltcupwinter 2015/16 gab sie im slowenischen Pokljuka ihren Einstand, verfehlte als 80. mit zwei Schießfehlern sowohl die Punkteränge als auch die Qualifikation für das Verfolgungsrennen deutlich. Die Sprint- und Einzelrennen in Ruhpolding beendete sie auf Rang 85 bzw. 71, die Damenstaffel belegte – in der Besetzung Hoffmann, Julia Schwaiger, Simone Kupfner und Susanna Kurzthaler nach Überrundung lediglich den 18. Rang. Hoffmann wurde trotz dieser Ergebnisse bis zum Jahresende in bei allen Weltcups eingesetzt. Beim Weltcup im italienischen Antholz schoss sie zum ersten Mal in einem Weltcuprennen fehlerfrei, belegte im Sprint Rang 52 und qualifizierte sich zum ersten Mal für ein Verfolgungsrennen, das sie ebenfalls auf dem 52. Platz beendete. Im kanadischen Canmore erreichte sie trotz zweier Schießfehler im Sprintrennen zum ersten Mal Weltcuppunkte. Eine Woche später erreichte sie mit der Damenstaffel als Schlussläuferin gemeinsam mit Dunja Zdouc, Lisa Hauser und Christina Rieder im US-amerikanischen Presque Isle ihr erstes Top-10-Ergebnis im Weltcup. Sie nahm in diesem Winter auch an den Weltmeisterschaften im norwegischen Oslo teil, ein 37. Platz im Sprintrennen blieb ihre beste Platzierung bei den Titelkämpfen.
Im Winter 2016/17 nahm Susanne Hoffmann fast ausschließlich an Rennen im zweitklassigen IBU-Cup teil. Dort erreichte sie – ebenso wie bei den Europameisterschaften im polnischen Duszniki-Zdrój – lediglich in den Staffelrennen Top-10-Platzierungen. Sie verstärkte die österreichische Weltcupmannschaft bei den Testwettkämpfen für die Olympischen Winterspiele 2018 in Pyeongchang, verfehlte im Sprint jedoch die Qualifikation für das Verfolgungsrennen.
Nach guten Ergebnissen in den IBU-Cup-Rennen in Sjusjøen, Lenzerheide und in Obertilliach wurde sie für die Weltcuprennen im Jänner 2018 in Oberhof und Ruhpolding und für die beiden dort ausgetragenen Damenstaffeln nominiert. Sie bestritt, mit Ausnahme des Massenstarts in Ruhpolding, alle Rennen und verfehlte im Sprint in Oberhof die Punkteränge nur knapp. Ab der EM2018 ging sie wieder ausschließlich im zweitklassigen IBU-Cup an den Start. Im Februar 2019 gewann sie beim Koasalauf die Strecke über 28 km in freier Technik.
Am 12. September 2019 gab Hoffmann ihren Rücktritt vom aktiven Leistungssport bekannt.

## Statistik

### Platzierungen im Weltcup
Die Tabelle zeigt alle Platzierungen (je nach Austragungsjahr einschließlich Olympische Spiele und Weltmeisterschaften).
- 1.–3. Platz: Anzahl der Podiumsplatzierungen
- Top 10: Anzahl der Platzierungen unter den ersten zehn (einschließlich Podium)
- Punkteränge: Anzahl der Platzierungen innerhalb der Punkteränge (einschließlich Podium und Top 10)
- Starts: Anzahl gelaufener Rennen in der jeweiligen Disziplin
- Staffel: inklusive Mixed- und Single-Mixed-Staffeln

| Platzierung         | Einzel | Sprint | Verfolgung | Massenstart | Staffel | Gesamt |
| ------------------- | ------ | ------ | ---------- | ----------- | ------- | ------ |
| 1. Platz            |        |        |            |             |         |        |
| 2. Platz            |        |        |            |             |         |        |
| 3. Platz            |        |        |            |             |         |        |
| Top 10              |        |        |            |             | 1       | 1      |
| Punkteränge         |        | 2      |            |             | 8       | 10     |
| Starts              | 2      | 9      | 5          |             | 8       | 24     |
| Stand: Karriereende |        |        |            |             |         |        |

### Ergebnisse bei Biathlon-Weltmeisterschaften
| Weltmeisterschaft | Weltmeisterschaft | Einzel | Sprint | Verfolgung | Massenstart | Staffel | Mixed-Staffel |
| Jahr              | Ort               | Einzel | Sprint | Verfolgung | Massenstart | Staffel | Mixed-Staffel |
| ----------------- | ----------------- | ------ | ------ | ---------- | ----------- | ------- | ------------- |
| 2016              | Oslo              | -      | 37.    | 41.        | -           | 12.     | -             |